# Rogue Trooper
Rogue Trooper — научно-фантастический комикс, печатающийся в британском комиксе 2000 AD, созданный Джерри Файнли-Дэй и Дэйвом Гиббонсом. Он повествует о солдате по имени Роуг (Rogue) — бойце Генетической пехоты. Вместе с тремя товарищами, представленными в форме био-чипов — Ганнером (чип размещен на ружье Роуга), Багменом (чип на рюкзаке) и Хелмом (чип на шлеме), Роуг ведёт охоту на Генерала-предателя, ответственного за гибель остальных генетических пехотинцев. Его природа предоставляет ему иммунитет почти ко всем известным ядам. Он может находиться в разных кислотах (вплоть до карборановой кислоты), а также способен выдерживать воздействие вакуума, не используя скафандр.

## Сюжет
События происходят на планете Nu-Earth, на которой ведётся бесконечная война между Южанами и Северянами. Во время войны планета была отравлена всеми видами химического и биологического оружия. Вследствие этого, войска обеих сторон должны были жить в закрытых городах и, отважившись выйти наружу, должны были надеть защитное снаряжение, более известное как «Химкостюмы». Южане, с помощью генной инженерии, разработали расу воинов, которые имели иммунитет к смертельной атмосфере планеты и, поэтому, были превосходными солдатами. Высшее командование южан отправили на поле боя своё секретное оружие, Генетическую пехоту, в десантном манёвре, но предатель передал планы насчет солдат генетической пехоты Северянам, и большинство десанта было уничтожено ещё до высадки.
Роуг, единственный выживший солдат подразделения генетической пехоты, уходит в самоволку, начиная охоту на Генерала предателя, ответственного за фатальность высадки солдат генетической пехоты в Кварцевой зоне.

### Сборники
Изначально комикс-сборники (Trade Paperbacks) выпускались компанией Titan Books. Более поздние издания были выпущены Rebellion Developments.
Rebellion выпустила оригинальный сюжет об охоте на Генерала-предателя в следующих сборниках (в хронологической последовательности):
- The Future of War
- Fort Neuro
- The Eye of the Traitor
- To the Ends of Nu-Earth

Другие номера были также выпущены Rebellion в виде сборников:
- Re-Gene
- Realpolitik

## Кроссоверы
Имеет несколько спин-оффов по той же вселенной:
- The 86ers
- Mercy Heights
- Venus Bluegenes
- Tor Cyan

Friday, один из солдат генетической пехоты, также появляется в другой комикс-серии Judge Dredd.

## Другие появления

### Книги
Было выпущено три книги:
- Crucible (Гордон Ренни, октябрь 2004)
- Blood Relative (Джеймс Своллоу, март 2005)
- The Quartz Massacre (Ребекка Левин, март 2006)

### Настольная игра
В 1987 году компанией Games Workshop была выпущена настольная игра Rogue Trooper.

### Компьютерные игры
Первая игра Rogue Trooper была выпущена в 1986 году для 8-битных компьютеров ZX Spectrum, Amstrad CPC и Commodore 64 компанией Piranha Software, представлявшая собой изометрическую бродилку-стрелялку, целью которой было собрать 6 кассет со свидетельствами военных преступлений Северян (North).
В 1991 году для Amiga 500 и Atari ST была выпущена игра Rogue Trooper в жанре экшен-платформер компанией Krisalis Software.
В 2006 году компанией Eidos была выпущена компьютерная игра Rogue Trooper. В 2017 году вышел REDUX (перезапуск) оригинальной игры 2006 года от Eidos.